# Liberacionismo (Costa Rica)

Bandera del Partido Liberación Nacional.

Se conoce como liberacionismo en Costa Rica a la ideología política propugnada por el Partido Liberación Nacional o PLN por sus siglas, que junto al calderonismo, representa una de las dos tradiciones políticas costarricenses más destacadas del periodo conocido como Segunda República. Inicia como movimiento antes de la fundación del PLN durante el proceso de la Guerra Civil de Costa Rica o Guerra del 48, en la cual el Ejército de Liberación Nacional resultó vencedor.
Ideológicamente diverso, el liberacionismo generalmente es clasificado como una forma de caudillismo que gira en torno a las figuras del PLN como: José Figueres Ferrer, Daniel Oduber Quirós, Francisco José Orlich Bolmarcich y Luis Alberto Monge Álvarez, que son considerados afines a la socialdemocracia por los liberacionistas. Sin embargo, el liberacionismo se divide en diferentes tendencias que según muchos de los adversarios tradicionales y miembros del propio partido abarca desde tendencias derechistas y capitalistas hasta una izquierda estatista.
El liberacionismo fundacional basó su propuesta ideológica en el revisionismo o socialdemocracia de Edward Bernstein y el fabianismo británico, pero con elementos propios y endémicos aportados por su caudillo y fundador José Figueres Ferrer, así como por Rodrigo Facio Brenes y otros miembros del llamado Centro de Estudios de los Problemas Nacionales que data de inicio de la década de 1940 y del Partido Socialdemócrata agrupación que estuvo representada en la Asamblea Constituyente de 1949 que dio lugar al nacimiento de la Segunda República. Todos estos elementos fueron piedras angulares de este movimiento que fue formalizado como partido político en 1951.
En sus inicios su propuesta en materia económica se sustentó en la teoría económica de John Maynard Keynes, aunque afirman muchos que los últimos gobiernos liberacionistas se han alejado de la misma.
Como es natural en partidos muy grandes y antiguos, dentro del PLN existen distintas tendencias generalmente personalistas y a la vez ideológicas, que se mueven dentro de la estructura partidaria, las principales son:

## Arismo

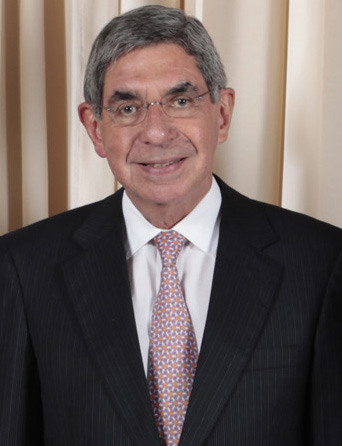
Óscar Arias Sánchez, principal figura del arismo

El arismo es una tendencia política personalista dentro del Partido Liberación Nacional. La tendencia extrae su nombre de los Hermanos Arias Sánchez; el expresidente y Premio Nobel de la Paz Óscar Arias (presidente en los períodos 1986-1990 y 2006-2010) y su hermano Rodrigo quien fue ministro de la presidencia. y, en general, se encuentra vinculada a la acaudalada familia Arias. Es generalmente considerada como el "ala derecha" dentro del liberacionismo. Para los críticos de esta tendencia tanto dentro como fuera del Partido, representa el liberalismo liberacionista, y se encuentra alineada a políticas neoliberales, conservadoras y derechistas contrarias a la socialdemocracia, sin embargo, los propios aristas se defienden afirmando que su tendencia se adhiere a la Tercera Vía, de forma similar al PSOE, al SPD alemán, al Partido Laborista de Tony Blair, al PRI de México, al APRA de Perú, y en general, a los partidos socialdemócratas que aplican políticas consideradas por sus detractores como liberales y capitalistas en naturaleza, y por sus defensores como “nueva socialdemocracia” o la "socialdemocracia remozada". Sus detractores suelen tacharla de ser "neoliberal".

### Historia
El arismo se enfrentó por primera vez a otras tendencias dentro del PLN con la primera candidatura de Óscar Arias en los ochenta, quien no contaba con el apoyo de los expresidentes José Figueres, Daniel Oduber ni el entonces presidente Luis Alberto Monge, todos liberacionistas. No obstante Arias ganó las elecciones primarias y fue elegido presidente en las elecciones de 1986. Resurgiría para las elecciones del 2006 tras un largo período de aparente inactividad, cuando el PLN se encontraba en un período difícil después de haber sufrido la hasta entonces peor derrota de su historia tras la candidatura de Rolando Araya en el 2002 y el escándalo ICE-Alcatel que empañó la imagen del expresidente José María Figueres (hijo de José Figueres y también del PLN). Una polémica resolución de la Sala Constitucional anuló la reforma constitucional de 1969 que prohibía en todas sus formas la reelección presidencial (en cambio, se permitió de nuevo la reelección no inmediata tras 8 años de terminado el anterior periodo de un presidente), permitiendo así que Arias pudiera inscribirse como candidato presidencial tras derrotar a su rival Antonio Álvarez Desanti en las elecciones distritales internas. Desanti alegó que hubo fraude y renunció al partido, fundando uno nuevo de efímera existencia llamado Unión para el Cambio, que no obtuvo cargos de elección popular, ni siquiera con el apoyo que le dio el expresidente Luis Alberto Monge (tradicional opositor al arismo) a la candidatura independiente de Desanti. Arias ganó las elecciones con unos ajustadísimos resultados contra su principal rival Ottón Solís obteniendo 41% de los votos, un porcentaje menor del normal para un candidato liberacionista, los cuales normalmente reciben cerca del 46% de respaldo electoral.
Para las elecciones del 2010 la candidata del arismo fue Laura Chinchilla Miranda, vicepresidenta de Óscar Arias y quien compitió en las primarias contra el alcalde capitalino Johnny Araya Monge (sobrino de Luis Alberto Monge). Chinchilla gana la Convención Nacional Liberacionista de 2009 y es consagrada candidata del PLN. Tanto Johnny Araya como el otro precandidato perdedor, Fernando Berrocal, así como Desanti (quien aspiraba ser candidato pero no pudo inscribir su precandidatura) le dieron la adhesión a Chinchilla tras los resultados de la primaria, no obstante Luis Alberto Monge y Rolando Araya Monge (hermano de Johnny, sobrino de Monge y excandidato) le dieron la adhesión al candidato Ottón Solís del Partido Acción Ciudadana. Chinchilla ganaría las elecciones presidenciales.
Casi inmediatamente después de electa Chinchilla, Rodrigo Arias manifestó su interés de ser candidato presidencial para el 2014. Inició una agresiva campaña ya desde 2012 como precandidato del arismo en las primarias liberacionistas que deberían disputarse en 2013, frente a Araya quien se postuló por segunda vez. La impopularidad de Chinchilla y la propia personalidad poco carismática de Arias pudieron incidir en su fracaso ya que no logró repuntar en las encuestas recibiendo bajísimos niveles de popularidad y aprobación. Finalmente anunció su retiro de la precampaña, dejándole el espacio libre a Araya para ser candidato sin convención.
No obstante, el arismo igualmente resultó vencedor en las elecciones distritales liberacionistas de renovación de estructuras partidarias, aún sin tener precandidato.

### Figuras aristas
- Óscar Arias Sánchez, expresidente de Costa Rica.
- Laura Chinchilla Miranda, expresidenta de Costa Rica.
- Rodrigo Arias Sánchez, exministro de la presidencia.
- Francisco Antonio Pacheco Fernández, expresidente del Congreso y expresidente del PLN.
- Fabio Molina, diputado en el período 2010-2014 y expresidente ejecutivo del Instituto de Fomento y Asesoría Municipal.

## Mongismo-arayismo

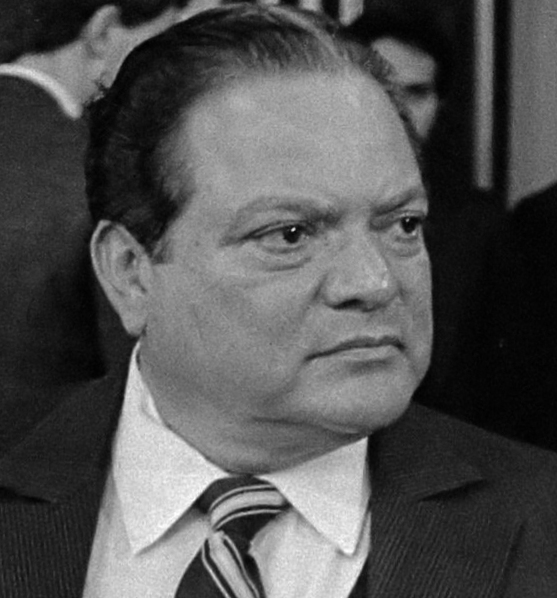
Luis Alberto Monge

Tendencia que gira alrededor de la familia Araya Monge. Su líder fue el expresidente de la República y fundador del PLN, Luis Alberto Monge Álvarez. Conocida también como mongismo, arayismo y araya-mongismo, a esta tendencia pertenecieron también Rolando Araya Monge, exdiputado, exministro y candidato presidencial en el 2002 y su hermano Johnny Araya Monge, alcalde de San José por casi 30 años y candidato presidencial en 2014, ambos sobrinos de Monge.

### Historia
Ésta es una tendencia de la izquierda liberacionista, proclive a políticas socialistas y de Estado interventor. Para sus defensores, aunque minoritaria dentro del PLN, representa a la vieja socialdemocracia y los principios socialistas que fundaron el partido. Para sus detractores, es una tendencia caduca basada en el intervencionismo y el estatismo clásicos.
Tanto Luis Alberto Monge como Rolando Araya se opusieron al TLC con EE. UU. y en general, a las propuestas programáticas e ideológicas de los Arias. Tanto Monge como Araya se han manifestado públicamente detractores del Arismo. Incluso, Monge se opuso a la primera candidatura de Óscar Arias en los años ’80, y se opuso tanto a la reforma constitucional que permitía la reelección presidencial que Arias impulsó ansiosamente, como a la segunda candidatura de Arias para las elecciones del 2006, durante la cual, Monge se retiró del Partido (aunque no se salió de él) y dio su apoyo a Antonio Álvarez Desanti, exdiputado, exministro y ex precandidato presidencial liberacionista que formó un nuevo partido socialdemócrata; Unión Para el Cambio ya extinto.
Debido a la oposición de Monge a la candidatura de Arias, este lo insultó denominándolo «Ayatollá», de forma similar a como Arias llamó a Álvarez Desanti «caracol».[cita requerida]
Para las elecciones presidenciales del 2010 Monge reiteró su oposición al arismo al darle el respaldo a la alianza que apoya la candidatura de Ottón Solís.
A pesar de ser una tendencia minoritaria frente al arismo,[cita requerida] la popularidad del alcalde josefino Johnny Araya le permitió superar ampliamente a otros precandidatos durante el proceso de precampaña, incluyendo a Rodrigo Arias del arismo y José María Figueres del figuerismo, y ser coronado candidato presidencial del PLN para las elecciones del 2014, no obstante el partido sufrió la hasta entonces peor derrota electoral de su historia obteniendo 29% de los votos en primera ronda y 22% (contra 78%) en segunda.
Dicha tendencia suele ser vista como el "ala izquierda" dentro del Partido Liberación Nacional y está fuertemente enfrentada al arismo, tendencia que gira en torno a los hermanos Óscar y Rodrigo Arias y que es tachada como el ala derecha. Los Araya Monge y sus partidarios suelen identificarse a sí mismo como verdaderos socialdemócratas, defensores del socialismo democrático histórico del PLN y ser la verdadera izquierda liberacionista. Sus detractores los acusan de tener posturas anticuadas y obsoletas que fomentan el estatismo.
Las disputas entre las tendencias arista y arayista han sido particularmente intensas, al punto que distintas figuras del arayismo han apoyado a candidatos de otros partidos en lugar de apoyar al candidato liberacionista cuando este provenía del arismo, caso de Monge que apoyó a Antonio Álvarez Desanti quien se postuló de forma independiente en el 2006 y a Ottón Solís del Partido Acción Ciudadana en 2010.

### Figuras arayistas

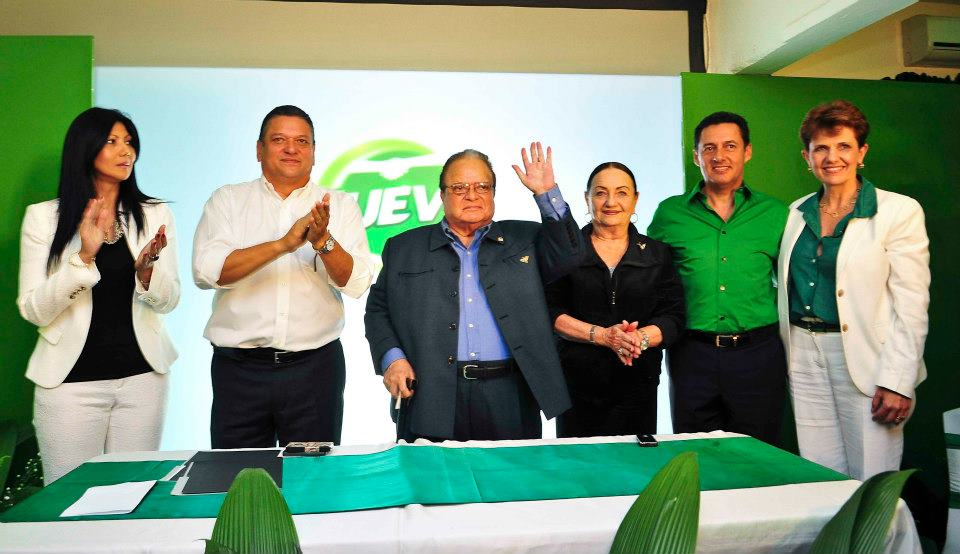
El expresidente Luis Alberto Monge (centro) a la izquierda su sobrino Johnny Araya (entonces candidato presidencial) y la esposa de este, Sandra León. A su derecha Antonio Álvarez Desanti y Nuria Marín Raventós

- Luis Alberto Monge Álvarez, presidente de la República en el período 1982-1986.
- Rolando Araya Monge, quien fue ejecutivo municipal de San José, diputado, ministro, vicepresidente de la Internacional Socialista para América Latina y conferencista internacional promotor del llamado socialismo cuántico. Fue opositor del Tratado de Libre Comercio con Estados Unidos.
- Johnny Araya Monge, quien empezó su carrera política en el partido izquierdista Movimiento Revolucionario del Pueblo antes de pertenecer a Liberación Nacional, ha estado a la cabeza de la municipalidad de San José primero como ejecutivo municipal y luego como alcalde en cuatro períodos consecutivos.
- Jorge Walter Coto Molina, precandidato liberacionista, fue diputado e incluso presidente de la Asamblea Legislativa, se postuló como candidato presidencial mediante una coalición de izquierdas conocida como Coalición Cambio 2000, actualmente apoya la candidatura de Araya.
- Luis Gerardo Villanueva Monge, ex presidente de la Asamblea Legislativa de Costa Rica.[23]
- Enrique Obregón Valverde, exdiputado y exministro

## Figuerismo

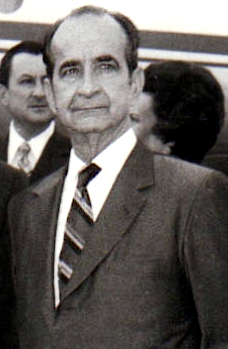
José Figueres Ferrer.

Tendencia que gira en torno a la familia Figueres, cuyo patriarca, el expresidente José Figueres Ferrer, es el principal caudillo y líder fundador del PLN. Pertenecen a esta tendencia José María Figueres Olsen, expresidente de Costa Rica, Muni Figueres Boggs, Kirsten Figueres, Marcos Vargas (exministro de Coordinación Interinstitucional) y Karen Olsen Beck, esposa de José Figueres, ex primera dama y exdiputada.
Figuras figueristas:
- José Figueres Ferrer, fundador del PLN y presidente de la República en tres ocasiones.
- José María Figueres Olsen, expresidente de la República.
- Karen Olsen Beck, ex primera dama y exdiputada.
- Muni Figueres Boggs, hija del Caudillo.

Hasta hace poco perteneció a esta tendencia el hijo del caudillo Mariano Figueres, quien salió del PLN por desavenencias con el Arismo y quien actualmente forma parte de un grupo nuevo de socialdemócratas denominado Alianza Patriótica, junto con muchos de los pertenecientes al Mongismo.
Igualmente salió Luis Guillermo Solís Rivera, exsecretario General del Partido, quien adujo graves faltas éticas y actos de corrupción. Se unió posteriormente al Partido Acción Ciudadana mediante el cual llegó a ser presidente de la República.

## Alvarismo

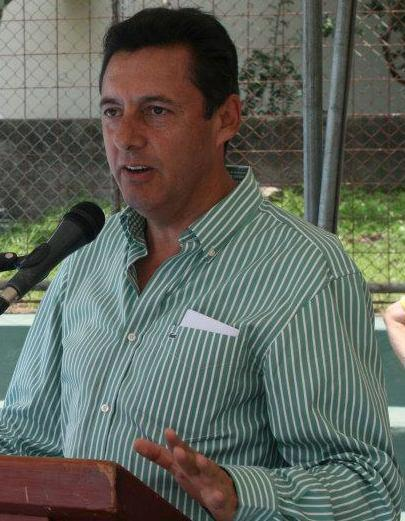
Antonio Álvarez Desanti.

Es la tendencia que desde el proceso de la Convención Nacional Liberacionista de 2001 ha girado en torno al exministro y ex presidente de la Asamblea Legislativa Antonio Álvarez Desanti. Es un movimiento que puede considerarse de centro y recoge tanto a grupos de centro izquierda tradicional como liberales.
Álvarez Desanti fue precandidato en el 2002 pero fue derrotado en la convención de aquel año por Rolando Araya Monge. En 2006 salió del partido denunciando corrupción y fraude electoral en las asambleas distritales donde su tendencia resultó derrotada. Fundó el partido Unión para el Cambio por el cual fue candidato presidencial obteniendo el 3% de los votos. En esa ocasión recibió el apoyo del expresidente de la República y fundador de Liberación Nacional Luis Alberto Monge Álvarez. En 2008 regresó al Partido y dio su adhesión a Laura Chinchilla que finalmente resultaría electa Presidente de la República.
Las figuras políticas como ministros y diputados que han militado en la tendencia alvarista han también pertenecido a otras corrientes históricas del partido y su militancia se ha dado según cada proceso electoral: Marco Antonio Vargas Díaz, Francisco Chacón, Longino Soto Pacheco, Fernando Herrero Acosta, Daniel Gallardo, Ana Gabriela Ross y Alicia Fournier en la campaña de 2002. Luis Alberto Monge, Nuria Marín Raventós, Roberto Gallardo y Fernando Ocampo en 2006, entre otros.
Álvarez Desanti depuso sus aspiraciones presidenciales de cara a los comicios de 2014 respaldando la candidatura de Johnny Araya y fue nombrado jefe de campaña y candidato a diputado por primer lugar de San José (cargo parlamentario que ocupa para el período 2014-2018). Durante su gestión como jefe de campaña el PLN sufrió una dura derrota electoral. Desanti continuaría con sus aspiraciones y sería nuevamente aspirante en la Convención Nacional Liberacionista de 2017 enfrentando entre otros al expresidente José María Figueres Olsen, pero esta vez contaría con el respaldo del arismo y resultaría victorioso en la justa interna. No obstante Desanti no sólo perdería las subsiguientes elecciones sino que además el PLN afrontaría el peor resultado de su historia.

## Otras tendencias
La tendencia corralista giraba en torno a la figura de José Miguel Corrales Bolaños, tres veces diputado y candidato presidencial, quien era considerado del ala más izquierda del PLN, denotado opositor de Óscar Arias, uno de los más fervorosos enemigos del TLC con EE. UU. y autoproclamado socialista, quien, sin embargo, se salió del partido durante la campaña electoral previa a las elecciones nacionales del 2006, adhiriéndose a Unión Patriótica, de la cual sería brevemente candidato presidencial, pero luego renunciaría de la candidatura por conflictos con Humberto Arce, el líder del nuevo partido. Se especula que la línea corralista desapareció del PLN y sus seguidores se pasaron de partido o se fusionaron con la tendencia mongista, pues Corrales nunca regresó después al PLN. Corrales abandona Unión Patriótica en 2009 y se adhiere al Partido Integración Nacional. Unión Patriótica termina por disolverse en 2010. En 2012 Corrales se integraría al Partido Patria Nueva, cuya candidatura presidencial asumió para las elecciones de 2014. Finalmente, en 2017 Corrales abandonó el Partido Patria Nueva y regresó al Partido Integración Nacional.
Por otra parte el chinchillismo es como se conoce a la tendencia que apoya a la expresidenta Laura Chinchilla; algunas de las figuras señaladas como chinchillistas son los exministros Guillermo Zúñiga, Viviana Martín y Francisco Morales.